# Maria Theresa van Thielen
Maria Theresia van Thielen (7 de março de 1640 – 11 de fevereiro de 1706) foi uma pintora barroca flamenga. Ela é conhecida por várias peças de flores e naturezas-mortas ao ar livre no estilo de seu pai Jan Philip van Thielen.